# Lotyšský fotbalový šampionát 1924
Čtvrtý ročník Latvijas čempionāts futbolā (Lotyšský fotbalový šampionát) se hrál za účastí pěti klubů.
Pět klubů byli v jedné skupině a hrálo se systémem každý s každým. Titul získal opět klub z Rigy a to Riga FK.